# 中车株洲电力机车研究所
中车株洲电力机车研究所有限公司（英語：CRRC Zhuzhou Institute Co., Ltd.），简称株洲所或株机所，是中国中车股份旗下的全资子公司、产品研发单位之一，前身是铁道部株洲电力机车研究所，成立于1959年。研发产品包括轨道交通装备、新材料及新能源。
株洲所也是时代电气及株洲时代新材料科技的直属母公司。